# Cattedrale di Nostra Signora (Ottawa)
La basilica-cattedrale di Nostra Signora (in inglese: Notre-Dame Cathedral Basilica) è il principale luogo di culto cattolico di Ottawa, in Ontario, Canada.
La chiesa, cattedrale dell'arcidiocesi di Ottawa-Cornwall, è stata costruita tra 1844 e 1846.